# Bryská
Bryská (Prunus domestica 'Bryská') je ovocný strom, kultivar druhu slivoň z čeledi růžovitých. Nese plody s rudě modrou slupkou, ojíněné, aromatické, vhodné pro konzum i na zpracování. Dužnina jde dobře od pecky. Plody zrají koncem července.  Nenáročná raná odrůda, vhodná zejména do vlhčích stanovišť i do vyšších poloh. Plody jsou chutné, ale malé, nesplňuje současné nároky trhu. Plody lze použít pro přímý konzum i na zpracování. Bývá řazena mezi slívy.

## Původ
Pochází z Francie, z Bry. Jde o náhodný semenáč slívy. Podle dalšího zdroje je velmi rozšířená v obci Bry, a byla nalezena v údolí řeky Marny, nedaleko Bry-sur-Marne, ve Francii asi v roce 1820. Odsud se začala rozšiřovat v roce 1870 a je známa pod názvem Bonne de Bry.

## Vlastnosti
Růst střední, koruna kulovitá až široce kulovitá. Stromy kvetou středně raně a jsou cizosprašné.

### Opylovací poměry
Mezi vhodné opylovače patří Ahlbachova, Lützelsachsenská, Čačanská raná, Carská, Viktorie, Anna Späth
a Katinka
Roste středně bujně. Plodnost je dobrá,podle dalšího zdroje ale velmi vysoká). Strom plodí několik let po výsadbě, pravidelně. Bryská je poměrně odolná odrůda vůči mrazu, a je vhodná i do vyšších poloh. Plody zrají koncem července.

## Plod
Plod je kulovitý, malý (průměrně 12 - 22 g). Plody jsou hodnoceny jako chutné, ale malé, nesplňující současné nároky trhu. Dužnina jde špatně od pecky. Slupka červenomodrá, ojíněná. Dužnina žlutozelená, jemná, šťavnatá. Plody dobře snáší přepravu.

## Choroby a škůdci
Odolnost proti moniliové hnilobě plodů je střední. Plody v době silných dešťů praskají. Rezistence k šarce střední až nízká.